# Cratere Bohnenberger
Bohnenberger è un cratere lunare di 31,74 km situato nella parte sud-orientale della faccia visibile della Luna.
Il cratere è dedicato al fisico tedesco Johann Gottlieb Friedrich von Bohnenberger.

## Crateri correlati
Alcuni crateri minori situati in prossimità di Bohnenberger sono convenzionalmente identificati, sulle mappe lunari, attraverso una lettera associata al nome.
| Bohnenberger | Coordinate            | Diametro (in km) |
| ------------ | --------------------- | ---------------- |
| A            | 17°49′12″S 40°10′12″E | 31,11            |
| C            | 18°40′12″S 41°06′00″E | 14,11            |
| D            | 18°23′24″S 42°37′48″E | 13,4             |
| E            | 17°24′36″S 42°04′12″E | 11,86            |
| F            | 14°42′36″S 39°40′48″E | 9,34             |
| G            | 17°13′48″S 40°07′48″E | 11,77            |
| J            | 14°54′00″S 40°23′24″E | 4,45             |
| N            | 17°57′00″S 41°53′24″E | 5,73             |
| P            | 19°15′00″S 41°28′12″E | 10,75            |
| W            | 18°15′S 41°06′E       | 10,56            |